# Џевонсов парадокс
Џевонсов парадокс или Џевонсов ефект, је став из области економике којим се показује да увећање ефикасности коришћења неког ресурса тежи да увећа стопу потрошње тог ресурса, уместо да је смањи. Енглески економиста Вилијам Станли Џевонс је 1865. године запазио да су технолошка побољшања која су увећала ефикасност коришћења угља довела до његове повећане потрошње у многим индустријама. Зато је тврдио, противно уобичајеној интуицији, да се за смањење потрошње горива не може ослањати на технолошки напредак.
У овом делу "Питање угља" Вилијам Станли Џевонс је показао да што ефикасније у погледу коришћења угља машине постају, то се више угља и користи. Угаљ је у његово време био енергент који је покретао индустријализацију у Великој Британији. Ова земља је истим и обиловава. Међутим, како је индустријализација све више узимала маха, и овај важан ресурс се полако исцрпљивао. Јавила се вера у машине које би штедљивије користиле угаљ. Са друге стране, по Џевонсу, ова боља технологија је у ствари условила експоненцијалан раст потрошње угља.
Давид Овен је у Њујоркер-у објави чланак који се бави овом тематиком, пренесеном на данашњи план. Питање које се поставља је да ли се са повећањем енергетске ефикасности повећава и потрошња енергије. Парадокс се јавља управо зато што уноси конфузију у перцепцију ефикасности као нечега што би требало да допринесе штедњи енергије. Ови аутори тврде да она може допринети потрошњи исте и то више од 100%. Пример све ефикаснијих аутомобила може да појасни о чему ови аутори говоре. Пеласком на другачије аутомобиле мање трошимо гориво, али путовања постају јефтинија. Ако се задржимо на истим навикама које смо имали и пре енергетски ефикаснијег превозног средства, долази до уштеде. Међутим, сада нам се даље релације чине ближима, јер за иста новчана средства путујемо више. Запослићемо се негде даље од куће, где нам више одговарају услови рада, путовати чешће и много флескибилније гледати на далеку вожњу. Такође, фрижидери нам омогућавају да сачувамо храну од пропадања на извесно време. Самим тим, уштеђена енергија је она која би отишла на стално нову набавку и ново припремање хране. Међутим, сада смо у могућности да напунимо своје фрижидере, а храна иако се спорије квари, ипак пропада јер је има превише у фрижидеру. Огромну количину хране бацамо. Колико ли је тек енергије и воде ту бачено? Клима уређаји, сијалице и остали производи који омогућавају штедњу енергије могу да потрошаче охрабре и навикну да овакве уређаје користе више, без бриге да ће се то негативно одразити на њихов џеп. Претходни примери показали су могућност неостваривања првобитне намере енергетске ефикасности, али са становишта конзумента ‘’штедљивог” производа.
Пошто се Џевонсов парадокс односи само на технолошка побољшања која увећавају ефикасност коришћења горива, мере које намећу конзервационе стандарде и увећавају трошкове не подлежу парадоксу.